# 安部信友
安部 信友（あんべ のぶとも）は、江戸時代前期の大名。武蔵国岡部藩3代藩主。官位は従五位下・摂津守。

## 経歴
寛永15年（1638年）、2代藩主・安部信之の長男として誕生。寛文8年（1668年）12月、従五位下・摂津守に叙位・任官する。延宝6年（1678年）4月2日、父の隠居により家督を継いだ。このとき、弟・信厚に新田1000石を分与している。
天和2年（1682年）1月に大番頭に任じられ、4月に丹波国天田郡で2000石を加増されて、岡部藩は2万2250石の所領となる。貞享3年（1686年）8月に大坂定番に任じられる。元禄14年（1701年）3月18日に大坂で死去した。享年64。跡を長男・信峯が継いだ。
『土芥寇讎記』では仁義あって領民をよく統治し、領内は穏やかであるとされている。

## 系譜
父母
- 安部信之（父）
- 植村家政の娘（母）

正室
- 内藤忠政の娘

子女
- 安部信峯（次男）生母は正室
- 安部信方（次男）
- 逸見義教（三男）
- 安部一信（四男）
- 安部信峯の養女
- 中根正利正室